# Nemzetközi Rétegtani Bizottság
A Nemzetközi Sztratigráfiai Bizottság (angolul International Commission on Stratigraphy, ICS) a rétegtan (sztratigráfia) tudományával foglalkozó nemzetközi szervezet, amelynek elsődleges feladata, hogy a paleontológusok nemzetközi vitájának eredményeként megalkossa a földtörténeti időskála globális sztenderdjeit.
A Geológiai Tudományok Nemzetközi Uniója legnagyobb tudományos testülete.